# Bassam Al-Rawi
Bassam Hisham Ali Al-Rawi (tiếng Ả Rập: بسام هشام الراوي; sinh ngày 16 tháng 12 năm 1997) là một cầu thủ bóng đá chuyên nghiệp người Qatar hiện thi đấu ở vị trí hậu vệ cho câu lạc bộ Al-Duhail và đội tuyển quốc gia Qatar.

## Thống kê sự nghiệp

### Quốc tế
Tính đến 10 tháng 2 năm 2024
| Qatar     |      |     |
| Năm       | Trận | Bàn |
| 2017      | 3    | 0   |
| 2018      | 10   | 0   |
| 2019      | 14   | 2   |
| 2021      | 22   | 0   |
| 2022      | 10   | 0   |
| 2023      | 10   | 0   |
| 2024      | 3    | 0   |
| Tổng cộng | 73   | 2   |

### Bàn thắng quốc tế
Bàn thắng và kết quả của Qatar được để trước.
| #  | Ngày                | Địa điểm                                  | Đối thủ | Bàn thắng | Kết quả | Giải đấu           |
| -- | ------------------- | ----------------------------------------- | ------- | --------- | ------- | ------------------ |
| 1. | 9 tháng 1 năm 2019  | Sân vận động Hazza bin Zayed, Al Ain, UAE | Liban   | 1–0       | 2–0     | AFC Asian Cup 2019 |
| 2. | 22 tháng 1 năm 2019 | Sân vận động Al Nahyan, Abu Dhabi, UAE    | Iraq    | 1–0       | 1–0     | AFC Asian Cup 2019 |